# Acanthocheira
Acanthocheira is een geslacht van vlinders van de familie van de echte motten (Tineidae). De wetenschappelijke naam van dit geslacht is voor het eerst voorgesteld door László Anthony Gozmány in een publicatie uit 1968.
Dit geslacht is monotypisch, dat wil zeggen dat het maar één soort heeft namelijk Acanthocheira loxopa Meyrick, 1914.